# 장즈치
장즈치(중국어 정체자: 張志祺, 한자음: 장지기, 1991년 6월 1일 ~)는 대만의 시각 디자이너, 기업가, 인터넷 미디어 종사자의이다.